# Pferdsdorf (Unterbreizbach)
Pferdsdorf (zur Abgrenzung von dem ebenfalls im Wartburgkreis gelegenen, zu Krauthausen gehörigen Ortsteil Pferdsdorf auch Pferdsdorf/Rhön) ist ein Ortsteil der Einheitsgemeinde Unterbreizbach im Wartburgkreis in Thüringen.

## Geografie
Pferdsdorf liegt südlich von Unterbreizbach im Tal der Ulster. Die geographische Höhe des Ortes beträgt 242 m ü. NN. Durch den Ort fließt der Bach Mosa von der Ortschaft Mosa kommend über Hüttenroda und Mühlwärts um bei Pferdsdorf in die Ulster zu münden.
Pferdsdorf ist zwischen Eich- und Kornberg im Westen und dem Ulsterberg im Osten eingebettet. Landwirtschaftlich werden die Fluren in Pferdsdorf auf Grund der Vielzahl von Hanglagen besonders als Weiden und Grünland genutzt. Fruchtbare Ackerflächen sind vor allem in der Ulsteraue nördlich von Pferdsdorf vorhanden.
Pferdsdorf befindet sich im Biosphärenreservat Rhön. Südlich des Ortes erstreckt sich, bereits im Landkreis Fulda, das Naturschutzgebiet der Ulsteraue bei Günthers.

## Geschichte
Der Ort wurde im Jahr 912 erstmals urkundlich erwähnt. Von 1280 bis 1450 nannte sich eine adelige Familie nach dem Ort, ihr Sitz wird in der Herrengasse vermutet. Die örtliche evangelische Kirche wurde gegen 1600 erbaut. Der Dorfanger von Pferdsdorf wurde mit einer steinernen Mauer umgeben und bewahrte den hervorgehobenen Rang des Dorfschultheiß durch dessen erhöhten Sitzstein. Um die kreisförmige Anlage in der Ortsmitte standen Linden.
Der Ort gehörte über Jahrhunderte zum hessischen Amt Vacha, welches ab 1815 Teil des Großherzogtums Sachsen-Weimar-Eisenach war.
Ab 1905 begann in der Nähe des Ortes Kalibergbau, was zu einem wirtschaftlichen Aufschwung führte. 1996 erfolgte die Bildung einer Einheitsgemeinde mit Unterbreizbach.
Entlang der hessisch-thüringischen Landesgrenze, Abschnitt Pferdsdorf, lag ein kleines Gräberfeld mit bronzezeitlichen Hügelgräbern, es wurde in Hanglage zwischen Meiselgraben und Winkelgraben beschrieben und auf der thüringischen Seite beim Ausbau der Grenzsperranlagen eingeebnet. Heute als Grenzwanderweg im Naturschutzgebiet "Grünes Band" ausgewiesen, sind hier noch mehrere historische Wappensteine als Grenzmarkierung zu finden.

## Verkehr
Bis 1952 hatte der Ort einen Haltepunkt an der durch die Gemarkung führenden Ulstertalbahn. Das Bahnhofsgebäude ist erhalten geblieben und wird als Wohnhaus genutzt.
Pferdsdorf ist über eine Kreisstraße an die Landesstraße von Sünna bach Unterbreizbach angebunden. Darüber hinaus führt eine Gemeindestraße in südlicher Richtung in Mühlwärts an die Bundesstraße 84. Wegeverbindungen bestehen außerdem nach Wenigentaft sowie in die angrenzenden hessischen Ortschaften.
Nunmehr verläuft hier, teilweise auf der alten Bahntrasse, der Ulsterradweg als Teil des Rhönradwegs sowie des Bahnradwegs Hessen.

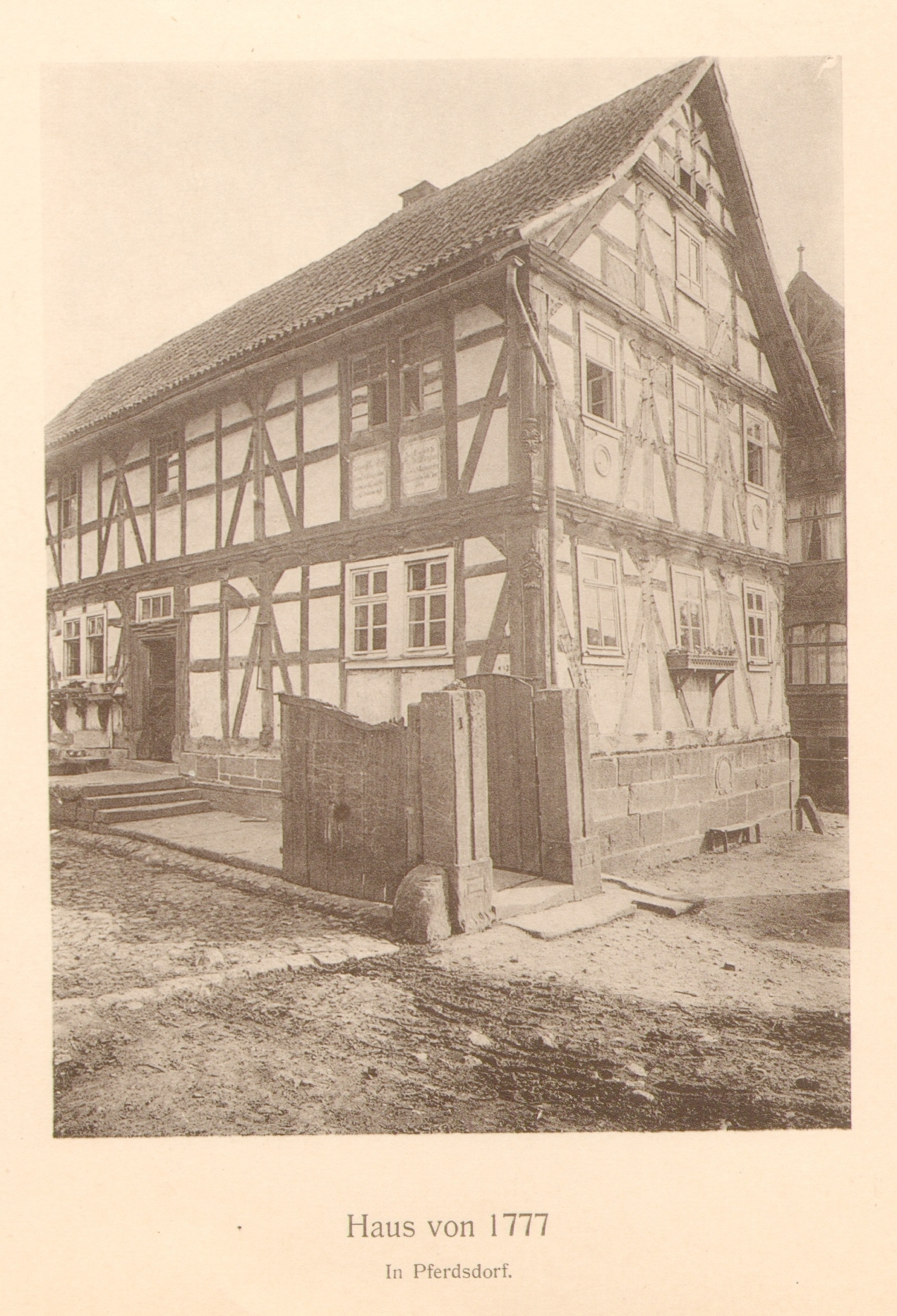
Fachwerkhaus in Pferdsdorf/Rhön (um 1910)

## Persönlichkeiten
Willi Vock (* 1952), Rechtsanwalt und Professor für Verkehrsrecht an dem Fachbereich Wirtschaftswissenschaften